# Sárgabarkós pókvadász
A sárgabarkós pókvadász (Arachnothera chrysogenys) a madarak (Aves) osztályának a verébalakúak (Passeriformes) rendjébe, ezen belül a nektármadárfélék (Nectariniidae) családjába tartozó faj.

## Rendszerezése
A fajt Coenraad Jacob Temminck holland arisztokrata és zoológus írta le 1826-ban, a Nectarinia nembe Nectarinia chrysogenys néven.

## Alfajai
- Arachnothera chrysogenys chrysogenys (Temminck, 1826)
- Arachnothera chrysogenys harrissoni Deignan, 1957[2]

## Előfordulása
Brunei, Indonézia, Malajzia, Mianmar, Szingapúr, Thaiföld és Vietnám területén honos. Természetes élőhelyei a szubtrópusi és trópusi síkvidéki esőerdők és  mangroveerdők, valamint ültetvények. Állandó, nem vonuló faj.

## Megjelenése
Testhossza 18 centiméter.

## Természetvédelmi helyzete
Az elterjedési területe rendkívül nagy, egyedszáma ugyan csökken, de még nem éri el a kritikus szintet. A Természetvédelmi Világszövetség Vörös listáján nem fenyegetett fajként szerepel.